# پاته جگر
پاته جگر (انگلیسی: liver pâté) نوعی پخشینه گوشت است که در شرق و شمال اروپا محبوب است. بیشتر از کبد خوک و چربی خوک تهیه می‌شود. این خوراک به پاته فرانسوی و بلژیکی شباهت دارد. پاته جگر یک غذای محبوب در کشورهای اسکاندیناوی است.